# Henry Paget, 1. Marquess of Anglesey

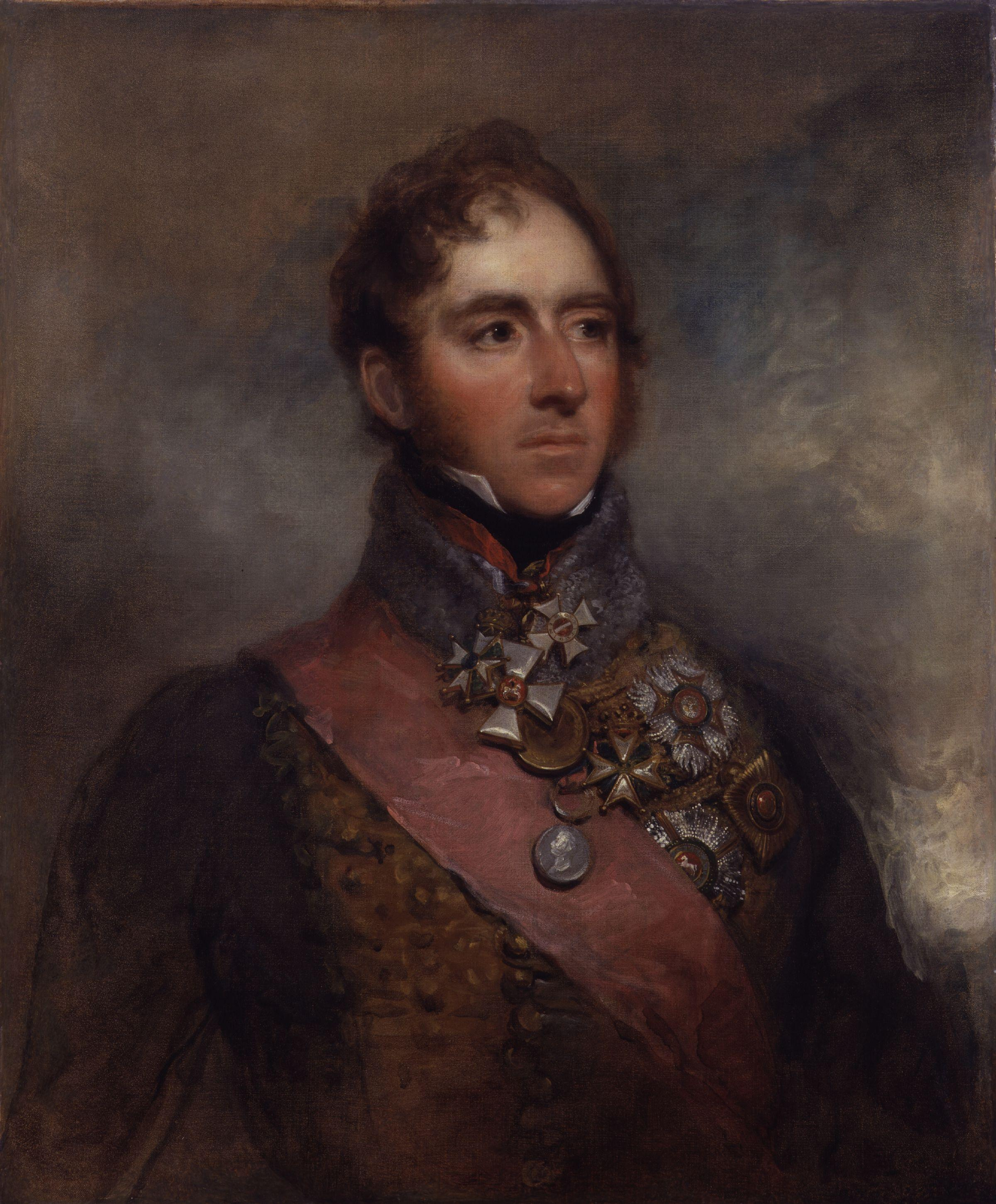
Henry William Paget, 1. Marquess of Anglesey

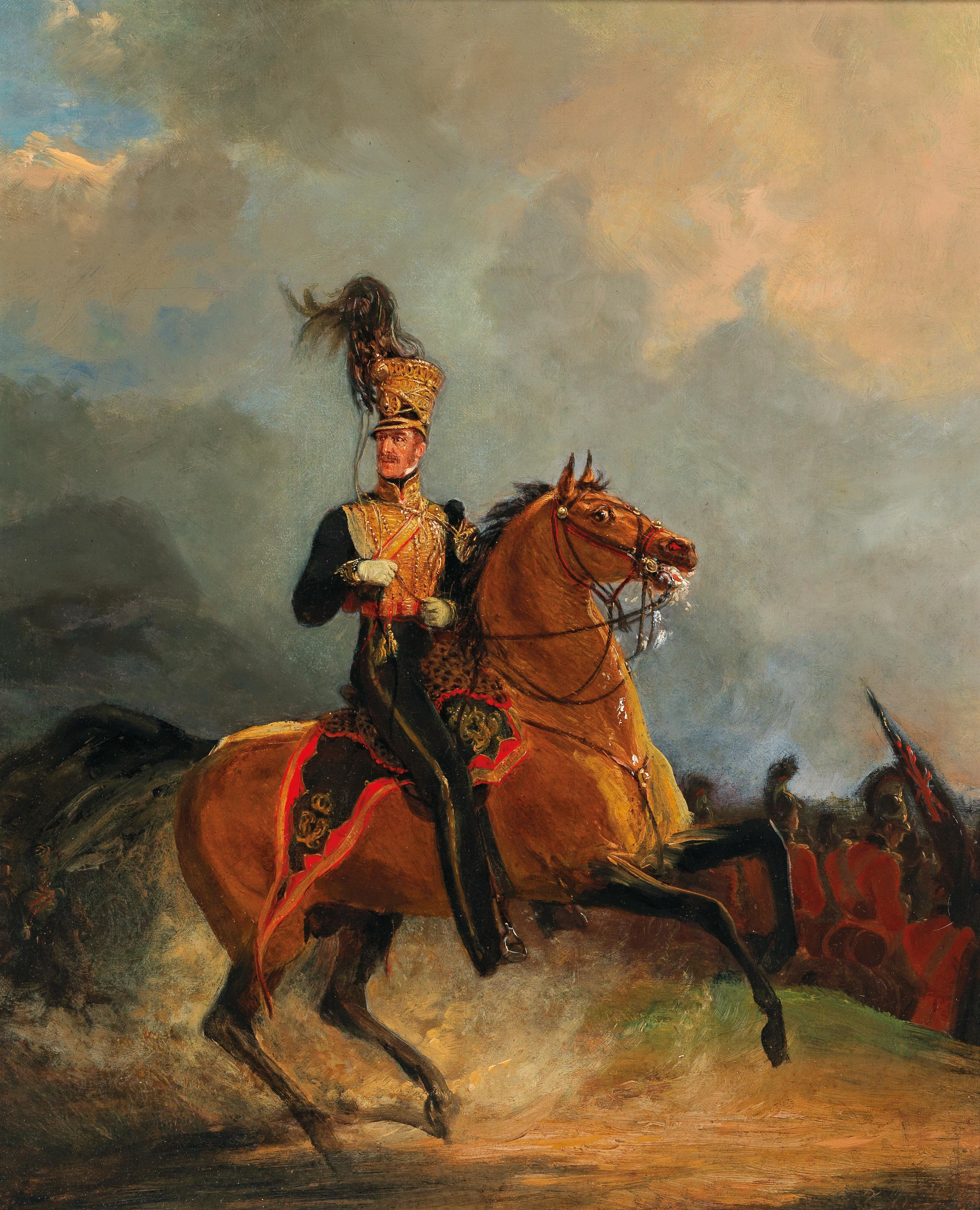
Paget bei Waterloo

Henry William Paget, 1. Marquess of Anglesey KG GCB GCH PC (* 17. Mai 1768 in Bloomsbury, Middlesex (heute London); † 28. April 1854 in Westminster, London) war ein britischer General und Politiker.

## Leben
Paget wurde als Henry Bayly geboren, da sein Vater, Henry Paget, 1. Earl of Uxbridge, erst 1770 den Nachnamen Paget annahm. Als Heir apparent seines Vaters führte er von 1784 bis 1812 den Höflichkeitstitel Lord Paget. Er hatte fünf jüngere Brüder. Nachdem er zunächst die Westminster School besucht hatte, studierte er am Christ Church College der University of Oxford.
1790 wurde Paget für die Tories ins House of Commons gewählt. Bei Beginn der Koalitionskriege stellte er ein Infanterie-Regiment auf, dessen Kommandeur er wurde. Er kämpfte 1793 und 1794 in Flandern, wechselte dann aber zur Kavallerie und wurde General. Nach der Landung des Duke of York bei Den Helder Ende August 1799 führte er unter General Abercromby die Kavallerie und bewährte sich am 6. Oktober in der Schlacht von Castricum. Als Kommandeur der britischen Kavallerie kämpfte er seit 1808 auf der Iberischen Halbinsel, wo er durch die Deckung des Rückzugs von General Moore nach La Coruna, den Sieg bei Benavente und die Gefangennahme des Generals Lefèvre-Desnouettes großen Ruhm erwarb. Im weiteren Verlauf des Peninsular War wurde er nicht mehr eingesetzt, da er aufgrund einer Affäre mit der Frau von Henry Wellesley, dem Bruder von Arthur Wellesley, 1. Duke of Wellington, zunächst nicht unter diesem dienen konnte.
Nach dem Tod seines Vaters erbte Paget 1812 den Titel 2. Earl of Uxbridge. In der Schlacht bei Waterloo kommandierte er die gesamte britische und niederländische Kavallerie. Kurz vor Ende der Schlacht zerschmetterte eine der letzten französischen Kanonenkugeln sein rechtes Knie, so dass das Bein am Oberschenkel amputiert werden musste. Das Bein von Lord Uxbridge wurde zu einer Touristenattraktion im Dorf Waterloo.
Seine Verdienste wurden durch die Erhebung zum Marquess of Anglesey und den Dank des Parlaments belohnt. Drei Jahre später wurde er in den Hosenbandorden aufgenommen.
Bei der Krönung von König Georg IV. fungierte Paget als Lord High Steward. Unter Premierminister Canning war er Chef der Artillerie im Kabinettsrang und 1828 Lord Lieutenant of Ireland. Er setzte sich in der Regierung für die Katholiken-Emanzipation ein, während er im Land für Ruhe und Ordnung sorgte.
Deshalb von Wellington abberufen, übernahm er von 1831 bis 1833 in Earl Greys Kabinett wieder das Amt des Lord Lieutenant of Ireland, wo er die durch die Agitation O’Connells erschütterte öffentliche Ruhe durch energische, aber gemäßigte Maßregeln wieder herstellte. 1842 wurde er an Lord Hills Stelle Colonel der Royal Horse Guards und 1846 Feldmarschall. Er starb am 28. April 1854.

## Familie
Paget heiratete 1795 Lady Caroline Elizabeth Villiers (1774–1835), eine Tochter von George Villiers, 4. Earl of Jersey. Das Ehepaar hatte acht Kinder:
- Lady Caroline Paget (1796–1874), ⚭ 1817 Charles Gordon-Lennox, 5. Duke of Richmond;
- Henry Paget, 2. Marquess of Anglesey (1797–1869), ⚭ (1) 1819 Eleanora Campbell, ⚭ (2) 1833 Henrietta Maria Bagot;
- Lady Jane Paget (1798–1876), ⚭ 1824 Francis Conyngham, 2. Marquess Conyngham;
- Lady Georgina Paget (1800–1875), ⚭ 1833 Edward Crofton, 2. Baron Crofton;
- Lady Augusta Paget (1802–1872), ⚭ 1820 Arthur Chichester, 1. Baron Templemore;
- Lord William Paget (1803–1873), Captain der Royal Navy, ⚭ 1827 Frances de Rottenburg, Tochter des Francis de Rottenburg;
- Lord Arthur Paget (nach 1804–1825);
- Lady N.N. Paget.

Die Ehe wurde 1810 geschieden. Noch im selben Jahr heiratete Paget seine langjährige Geliebte Lady Charlotte Wellesley (1781–1853), geschiedene Exgattin des Henry Wellesley, 1. Baron Cowley und die jüngste Tochter von Charles Cadogan, 1. Earl Cadogan. Dieser Ehe entstammten zehn Kinder, von denen folgende sechs das Kindesalter überlebten:
- Lord Clarence Edward Paget (1811–1895), MP, Admiral der Royal Navy, ⚭ 1852 Martha Stuart Otway;
- Lord Alfred Henry Paget (1816–1888), MP, General der British Army, ⚭ 1847 Cecilia Wyndham;
- Lady Emily Paget (1810–1893), ⚭ 1832 John Townshend, 1. Earl Sydney;
- Lady Mary Paget (1812–1859), ⚭ 1838 John Montagu, 7. Earl of Sandwich;
- Lord George Augustus Frederick Paget (1818–1880), MP, General der British Army, ⚭ (1) 1854 Agnes Charlotte Paget, ⚭ (2)1861 Louisa Elizabeth Heneage;
- Lady Adelaide Paget (1820–1890), ⚭ 1851 Hon. Frederick William Cadogan, MP.

Die Familie Paget wohnte abwechselnd in Beaudesert Hall, Staffordshire, und Plas Newydd auf Anglesey.